# Тонко Рашеев
Тонко Николов Рашеев е български гайтанджия, търговец, училищен настоятел и благодетел.

## Биография
Роден е през 1805 г. в Габрово. Негов брат е Васил Рашеев. В 1865 г. е избран за настоятел на Габровското училище. Проучва възможностите за доставка на предачни машини и създаване на текстилна фабрика заедно с Христо Арнаудов. През 1868 г. предприемат пътуване до Париж, но поради недостатъчни средства се завръщат в Габрово след двумесечен престой. В 1863 г. предоставя 200 гроша за поставяне на дюшеме на пода на църквата в Соколския манастир. Дарява и за българската църква в Цариград – посочен е заедно с имената на търговците братята Христо, Георги и Андрей Хесапчиеви, Иван Грудов, Теофил Хаджигеоргиев, Тотю Станчев и др., дарили от 100 до 600 гроша. Умира през 1878 г. в Габрово.
Негов син е индустриалецът Георги Рашеев.